# Refuge faunique national J. N. "Ding" Darling
 Le Refuge faunique national J.N. "Ding" Darling fait partie du National Wildlife Refuge System des États-Unis, situé dans le sud-ouest de la Floride, sur l'île de Sanibel dans le golfe du Mexique. "Ding" Darling Wildlife Society (DDWS), une organisation à but non lucratif, soutient l'éducation et les services environnementaux au JN "Ding" Darling National Wildlife Refuge. Il doit son nom au caricaturiste Jay Norwood "Ding" Darling.

## Description
Les 21 km 2 du refuge ont été créés en 1976 pour protéger l'un des plus grands écosystèmes de mangroves non développés du pays. Le refuge est bien connu pour ses populations d'oiseaux migrateurs. L'ouragan Charley a frappé le refuge le 13 août 2004, entraînant des changements majeurs dans la topographie et l'écologie. Le complexe JN «Ding» Darling National Wildlife Refuge se compose des éléments suivants: le refuge Darling lui-même et les refuges nationaux de faune de Caloosahatchee, Island Bay, Matlacha et Pine Island.
La partie nord du refuge se trouve dans la zone sauvage JN Ding Darling, qui a été créée en 1976 et protège actuellement 1060 hectares, soit 41% du refuge.

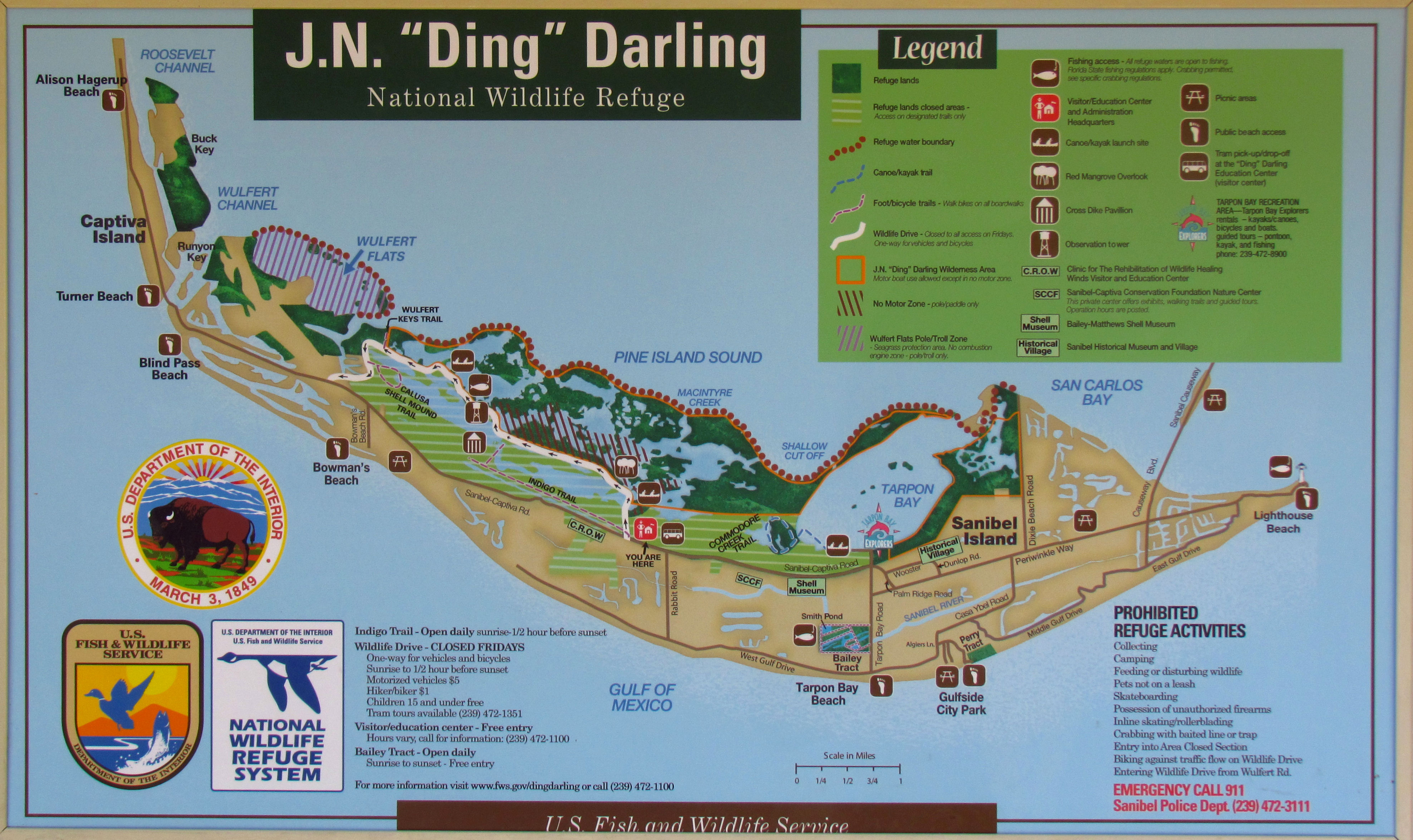
Carte de l'île de Sanibel et refuge